# Springe
Springe is een stad en gemeente in de Duitse deelstaat Nedersaksen. Springe maakt als selbständige Gemeinde deel uit van de Region Hannover.
De stad telt 29.084 inwoners.

## Ligging, infrastructuur
Springe ligt halverwege de steden Hannover  en Hameln.

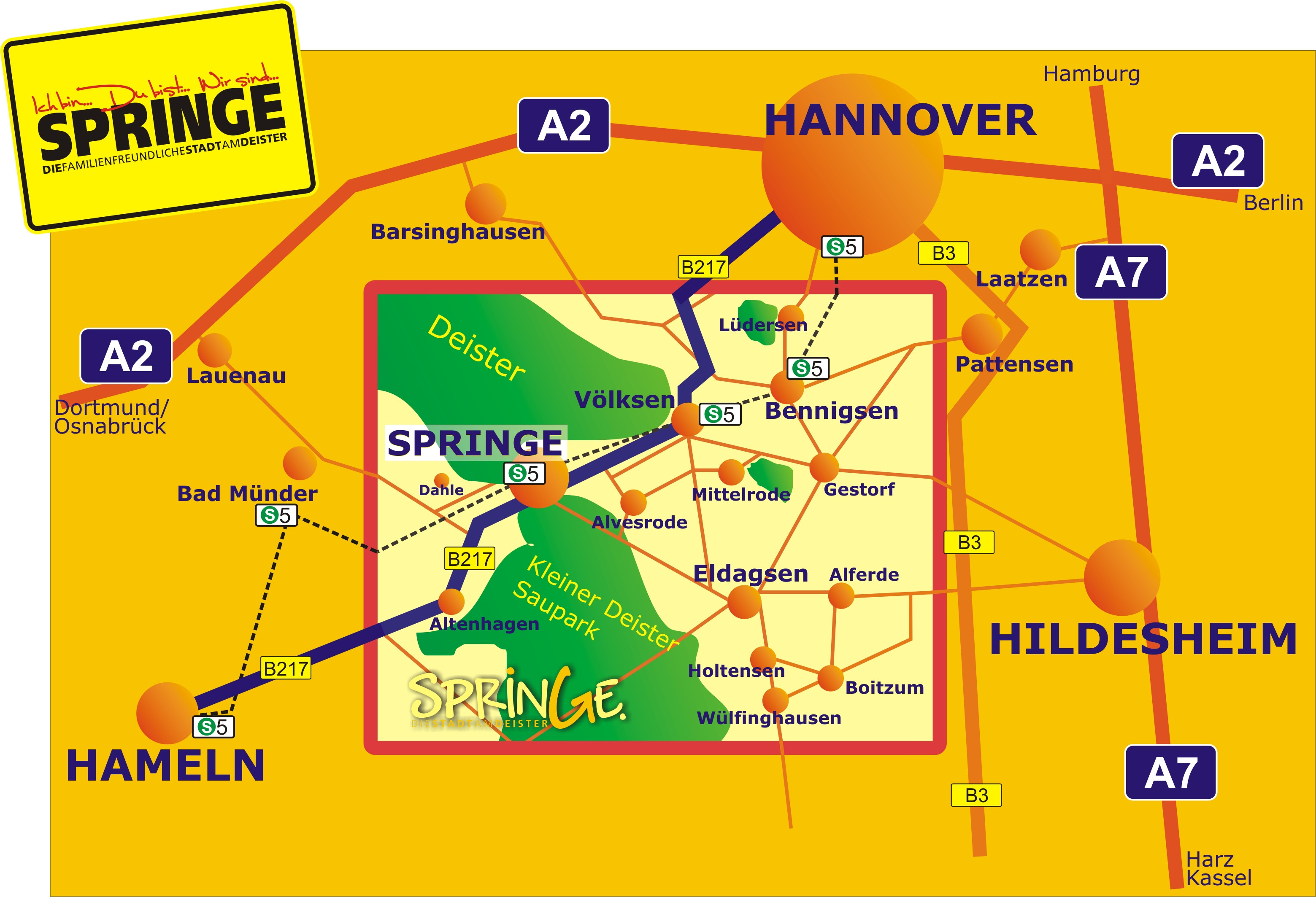
Situering, infrastructuur
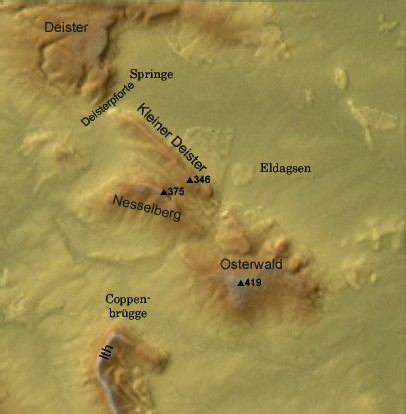
De heuvel- en bergruggen rondom Springe

Ten zuidoosten van Springe liggen het beschermde natuurgebied Saupark Springe en het wildpark Wisentgehege Springe. Ook de Deister, een klein maar fraai middelgebergte, ligt direct ten noorden van Springe.

### Buurgemeentes
- Barsinghausen
- Wennigsen (Deister)
- Ronnenberg
- Hemmingen
- Pattensen
- Nordstemmen
- Elze
- Salzhemmendorf
- Coppenbrügge
- Bad Münder am Deister.

### Verkeer, infrastructuur

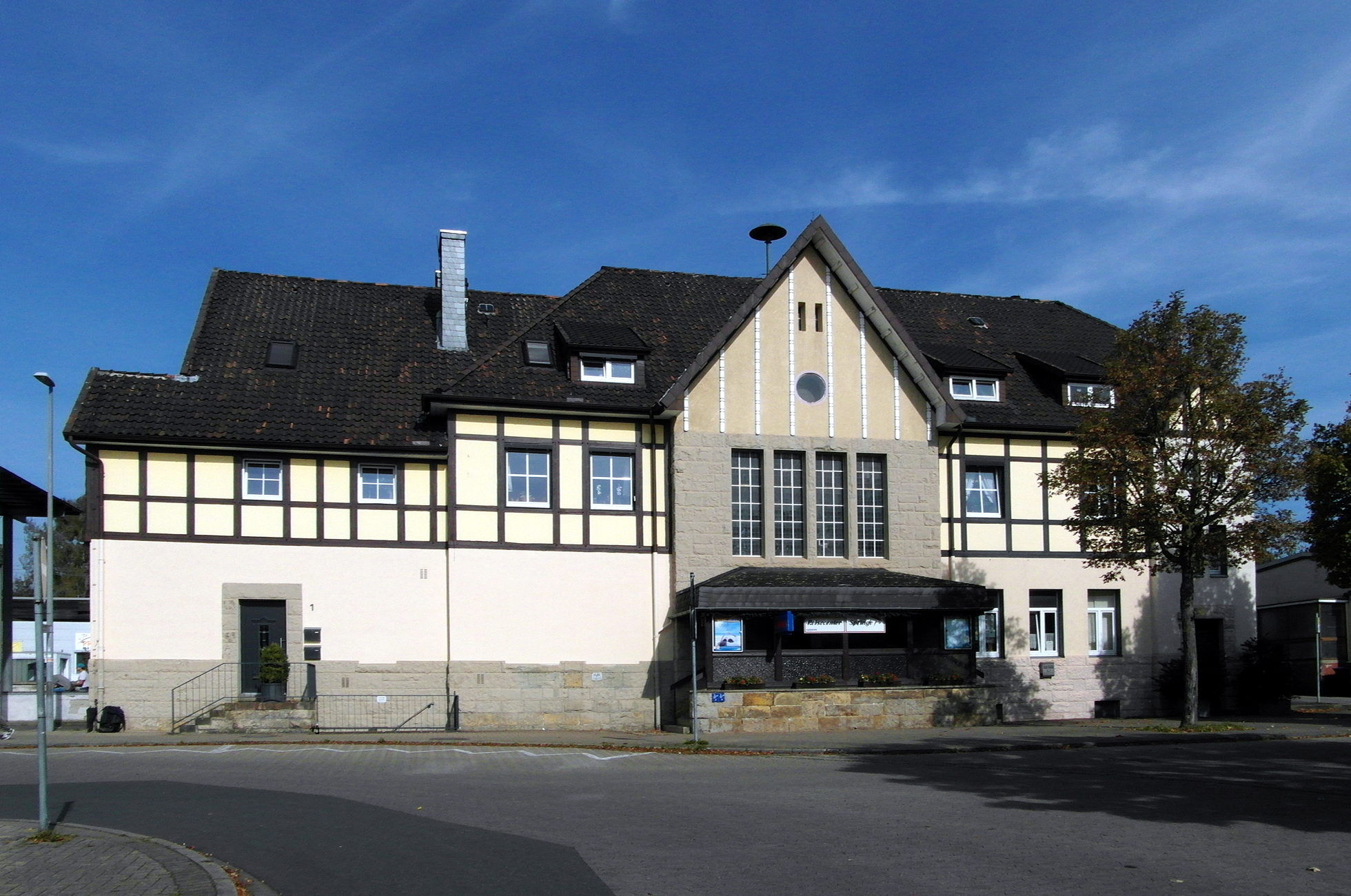
Station Springe
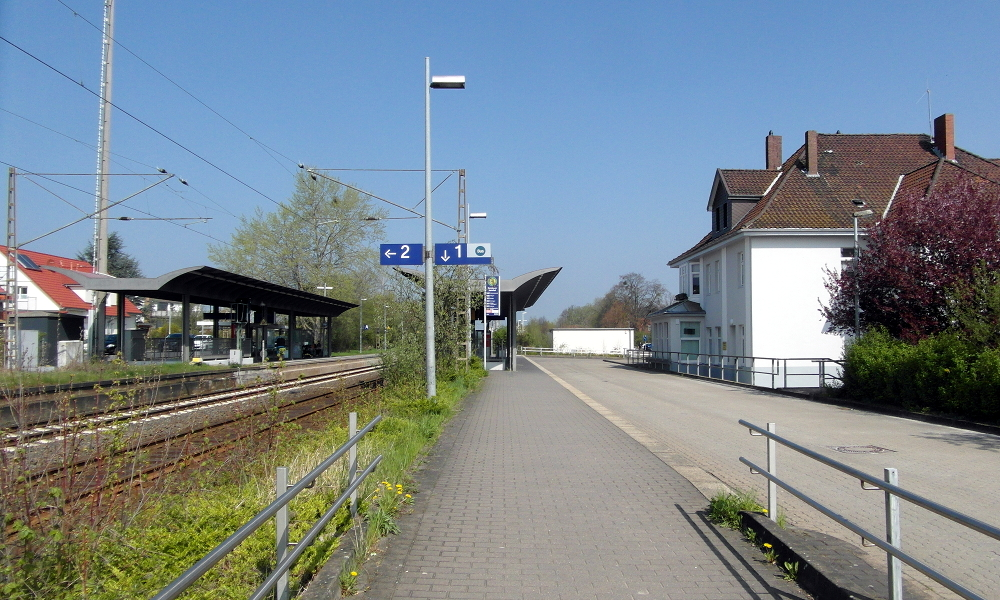
Station Bennigsen
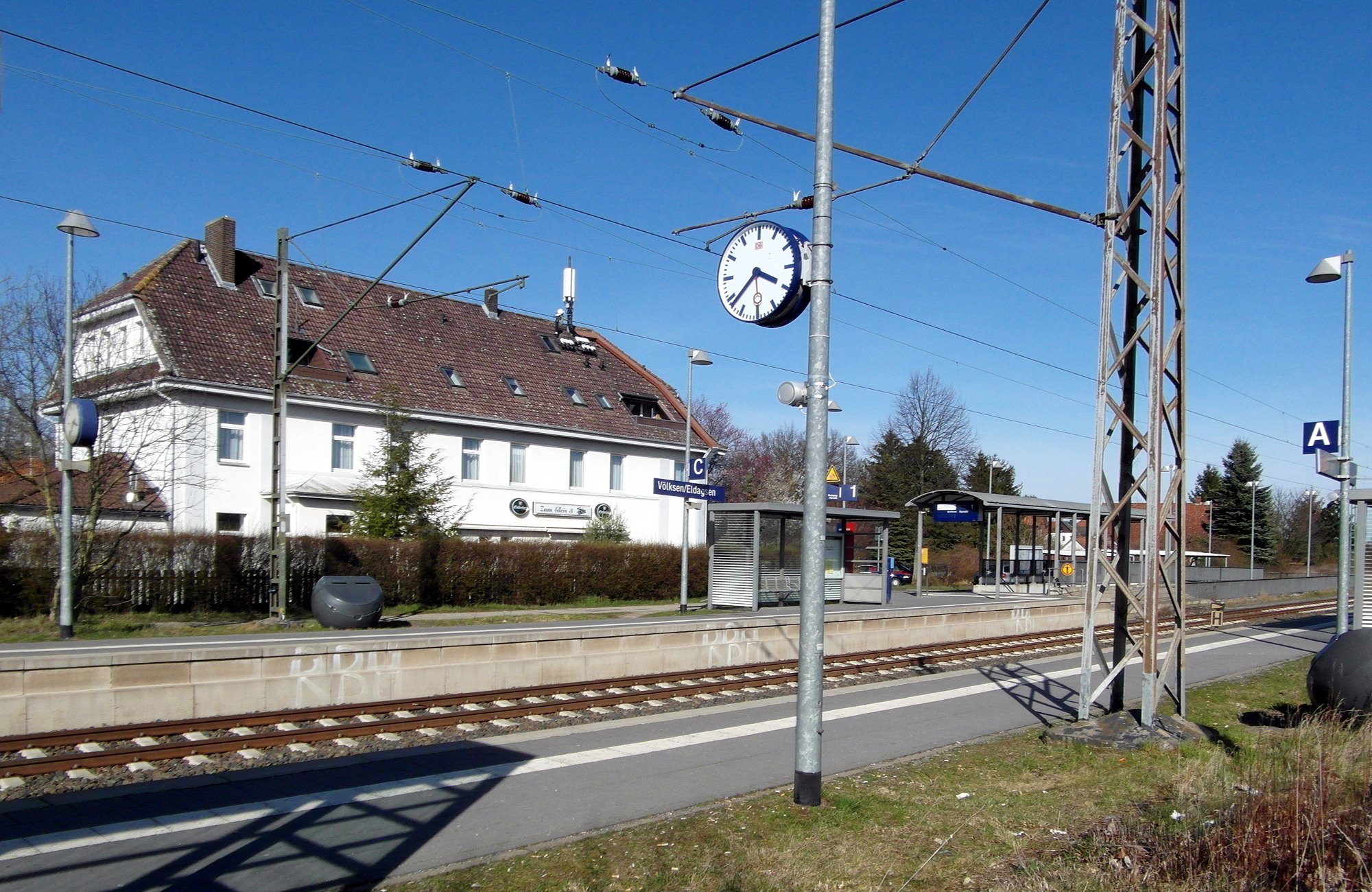
Station Völksen/Eldagsen

Station Springe, Station Völksen/Eldagsen en Station Bennigsen liggen aan de spoorlijn Hannover - Soest, die door de S-Bahn van Hannover wordt bediend als lijn S5/ S51. Het openbaar vervoer per bus is van weinig betekenis.
De belangrijkste verkeersader voor het wegverkeer is de Bundesstraße 217 Hannover - Hamelen, door en langs o.a. Springe zelf en Völksen.

## Stadsdelen
- Springe (Kernstadt) met 13.184 inwoners
- Bennigsen, 4.068 inwoners
- Völksen, 3.396 inwoners
- Stadt Eldagsen, 3.340 inwoners
- Gestorf, 1.767 inwoners
- Altenhagen I, 1.235 inwoners (Altenhagen II hoort bij Messenkamp, Samtgemeinde Rodenberg)
- Lüdersen, 990 inwoners
- Alvesrode, 511 inwoners
- Alferde, 527 inwoners
- Holtensen, 421 inwoners
- Mittelrode, 283 inwoners
- Boitzum, 175 inwoners

Peildatum inwonertal: 15 januari 2020. Bron: website van de gemeente.
Meer dan twee-derde van de christenen in de gemeente zijn evangelisch-luthers.
De meeste van de hierboven vermelde stadsdelen, voorheen zelfstandige gemeentes zijn in 1974 in het kader van een gemeentelijke herindeling bij Springe gevoegd.

## Economie
Belangrijke bedrijven en organisaties in de gemeente zijn:
- Een lampenfabriek met circa 400 medewerkers te Völksen
- Eén der grootste bloedbanken van Duitsland, een onderdeel van het Duitse Rode Kruis
- Een kleine uitgeverij van voornamelijk boeken over politiek en filosofie van politiek gematigd linkse signatuur
- Een kleine fabriek van medicijnen te Springe, dochteronderneming van een Zwitsers concern, waar antistollingsmiddelen worden geproduceerd

Verder is vanwege het natuurschoon het toerisme niet onbelangrijk. Binnen de dienstensector valt een Belasting-Opleidingsinsituut op. 
Ook wonen in de gemeente veel forensen met een werkkring in de stad Hannover. Zie ook Bennigsen.
De (niet vervuilde) bronnen van de beek Haller in de gemeente zijn voor de drinkwatervoorziening van Springe en omgeving van groot belang.

## Geschiedenis

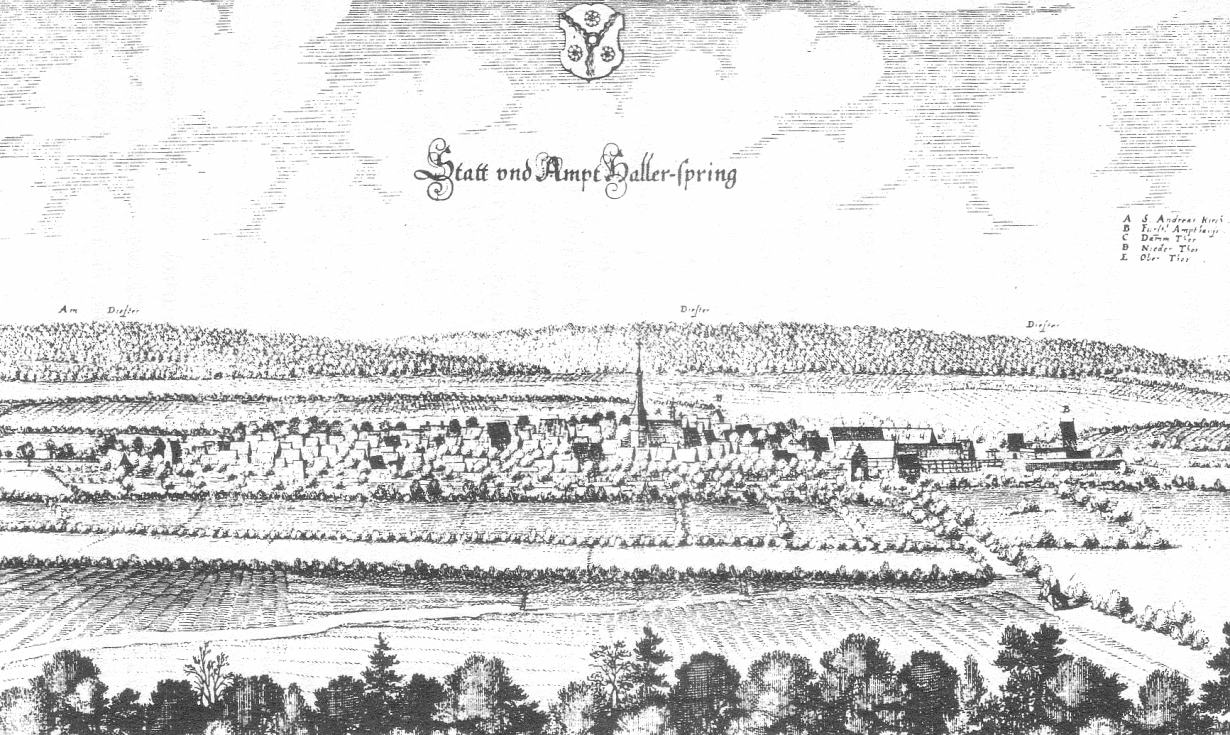
Merian-ets: Springe rond 1650

Zowel Springe zelf (eerste vermelding als Hallerspringe in 1013; stadsrecht verkregen in de 13e eeuw) als de bijbehorende dorpen zijn in de middeleeuwen ontstaan. Zoals ook elders in de regio, zijn er in de gemeente Springe veel dorpen, waarvan de plaatsnaam op -sen eindigt. Dit is een op ontwikkelingen in de middeleeuwen teruggaande verkorting van -hausen.
Springe ontwikkelde zich tot een stadje wegens de ligging aan een natuurlijke bergpas (Deisterpforte) tussen de Noord-Duitse Laagvlakte met de stad Hannover  en het dal van de Wezer met de stad Hameln. Pas na de opening van het spoorwegstation in 1872 begon echte economische vooruitgang. Ook Eldagsen is van oorsprong een stadje, dat eveneens in de middeleeuwen stadsrechten verwierf.

## Bezienswaardigheden

### Bezienswaardige gebouwen
- Rittergut (kasteel) Bennigsen , zie Bennigsen
- Jachtslot Jagdschloss am Saupark, gedeeltelijk te bezichtigen; in het kasteel is een jachtmuseum ingericht en een opleidingsinstituut voor jagers.
- Enkele monumentale, evangelisch-lutherse kerkgebouwen, en oude kapellen, zie afbeeldingen

### Natuurschoon e.d.
De gemeente is gelegen aan de rand van het voor wandelaars en mountainbikers aantrekkelijke Wezergebergte en wordt veel bezocht om haar natuurschoon. Vermeldenswaard zijn o.a.:
- de Deister
- de Süntel, waarvan een bosrijk gedeelte de naam Saupark draagt; dit is geen wildpark voor wilde zwijnen, maar eerder een gebied dat met de Hoge Veluwe in Nederland te vergelijken is, maar dan bergachtiger. Het 1.400 hectare grote gebied was oorspronkelijk, in de 17e-19e eeuw, wel degelijk een afgesloten jachtdomein van de keurvorsten en koningen van Hannover Het bos is befaamd om zijn  fraai geboomte. In het noordoosten van het Saupark is een kleine dierentuin ingericht (Wisentgehege) met, zoals de naam al zegt, wisenten maar ook talrijke andere dieren, die alle van nature in Duitsland voorkomen of -kwamen.
- Natuurreservaat  Zi(e)geunerwäldchen (15 hectare; Duitse kentekening: NSG HA 115) ten noorden van Eldagsen; in de omgeving hiervan is een langetermijnproject voor natuurherstel in uitvoering (omvorming van de gekanaliseerde Haller tot een weer "natuurlijk" riviertje).

## Afbeeldingen

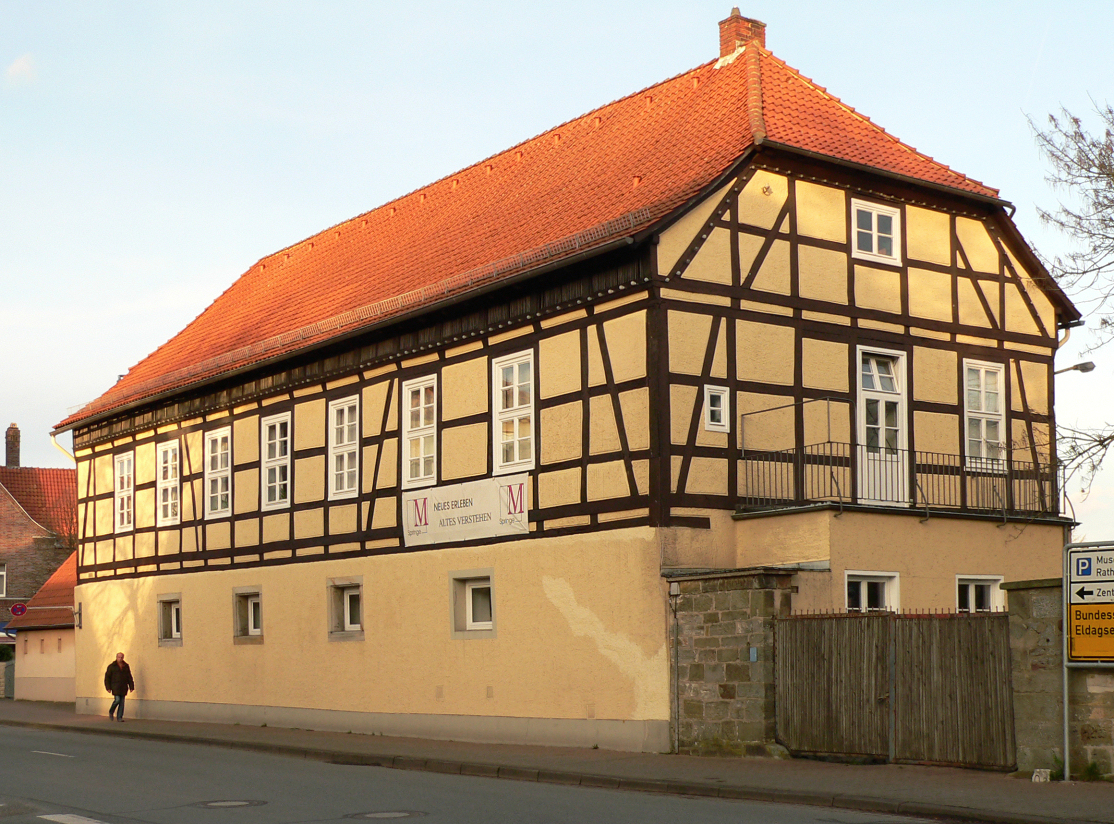
Museum Burg- of Amtshof
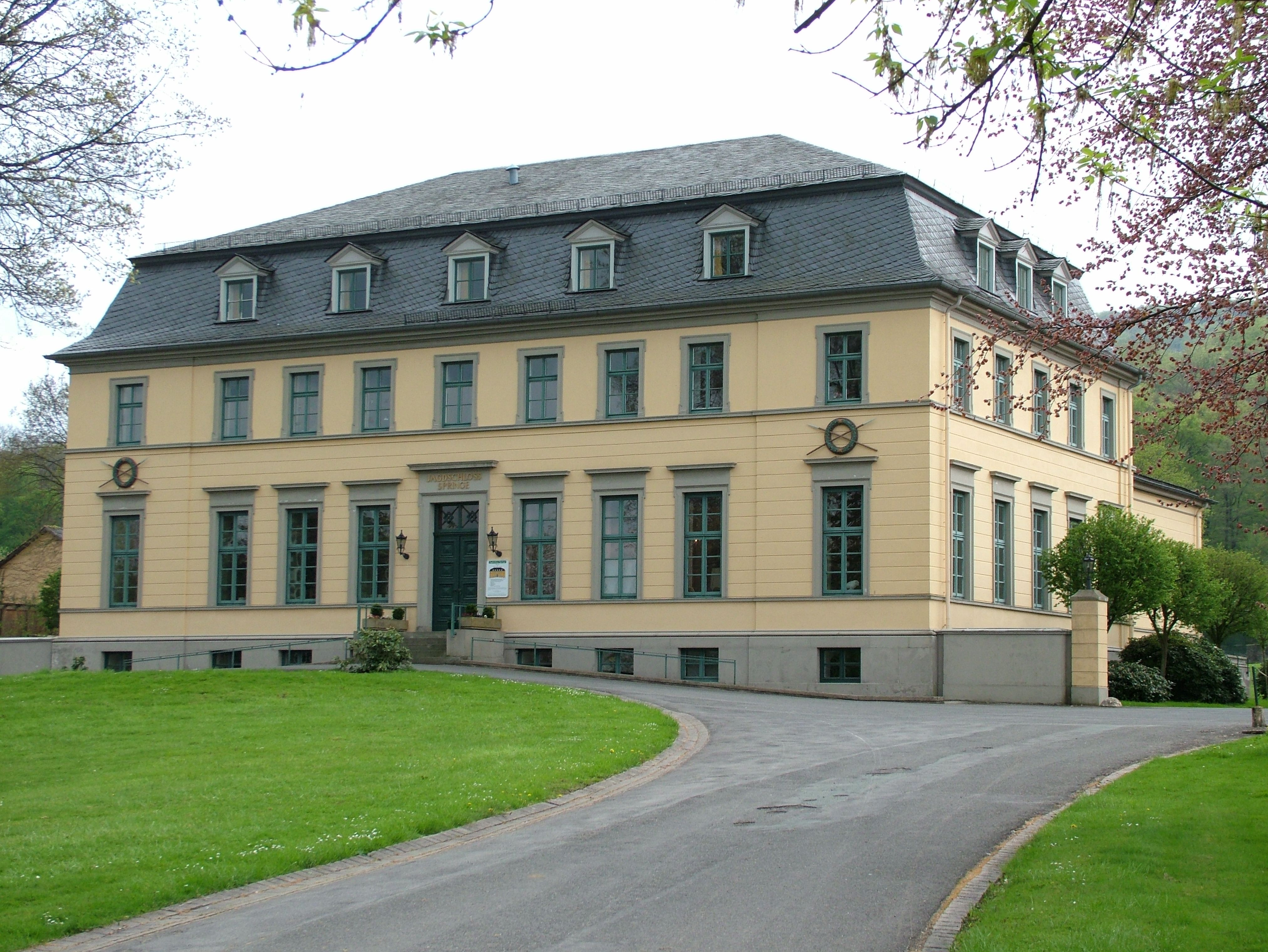
Jachtslot (1842) bij het Saupark
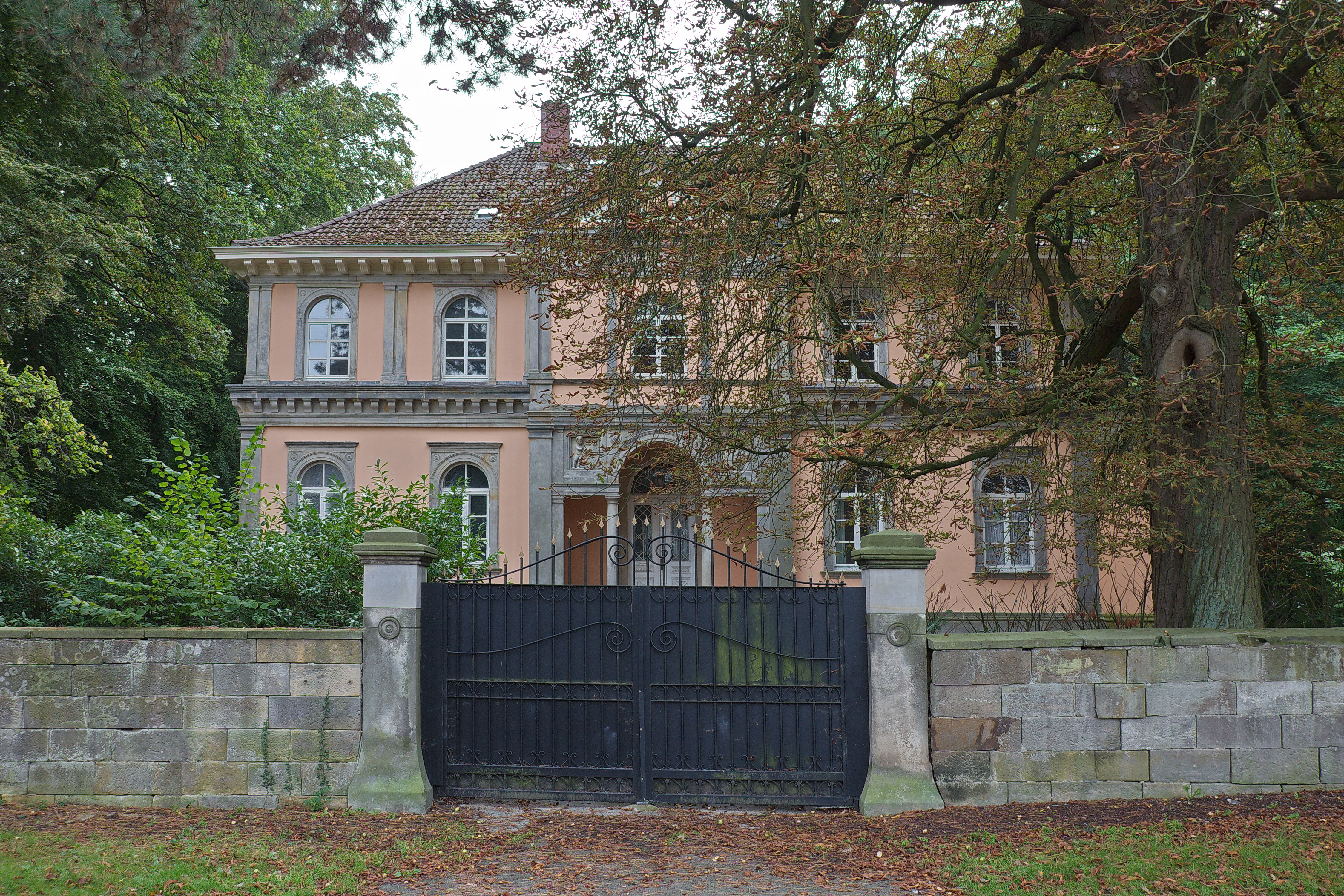
Rittergut Bennigsen
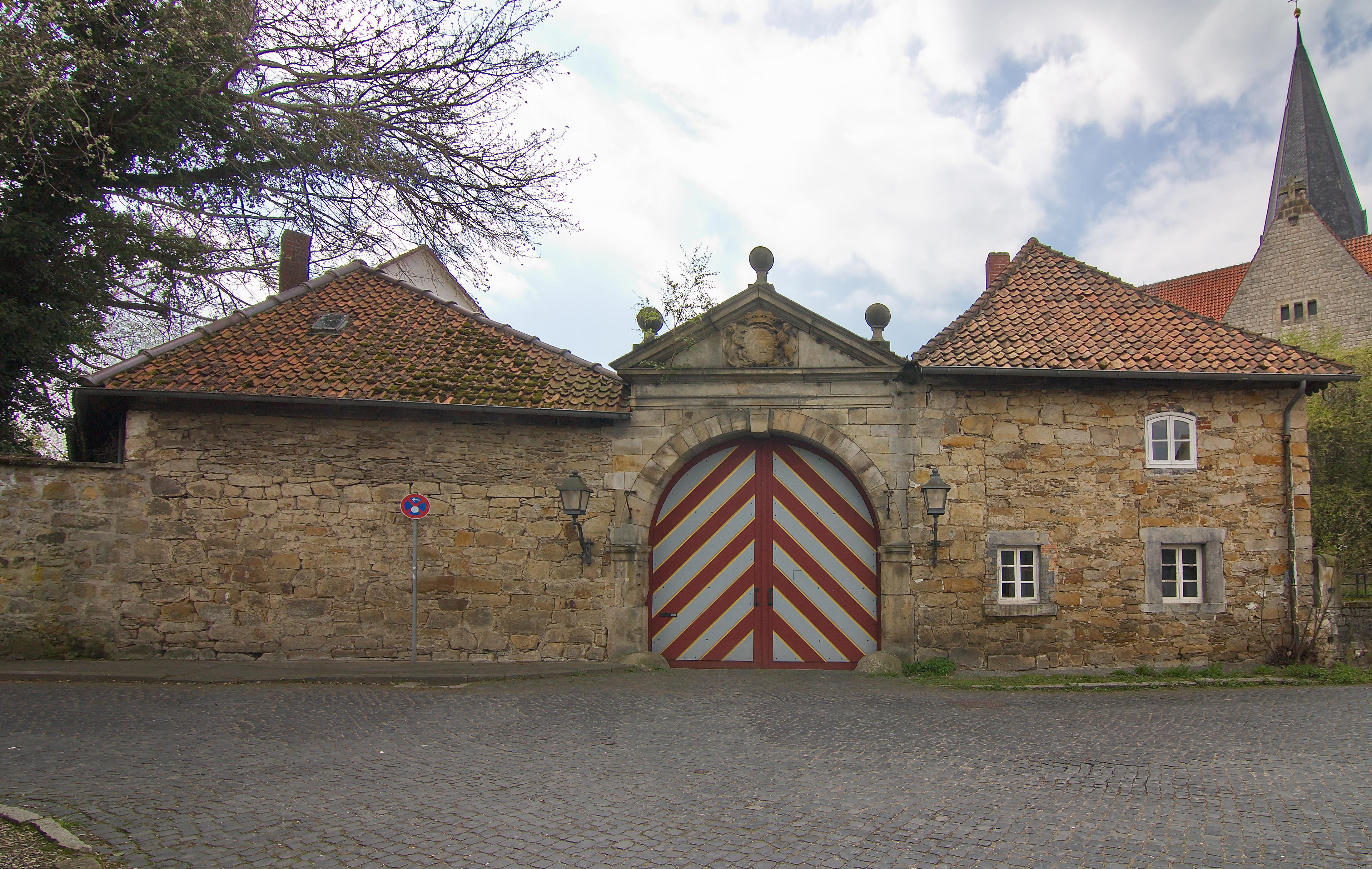
Poort van Rittergut Bennigsen
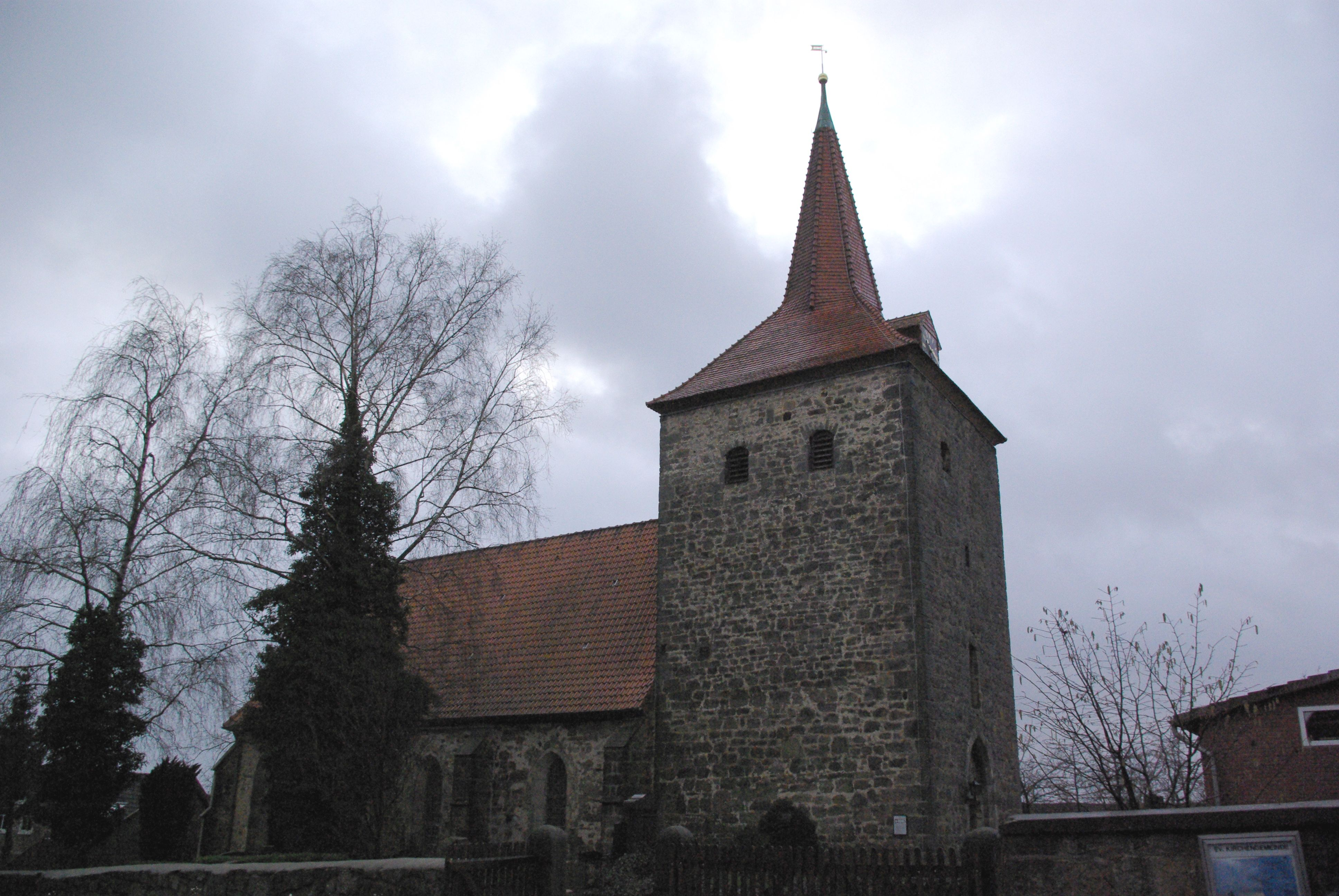
Kerk van Lüdersen
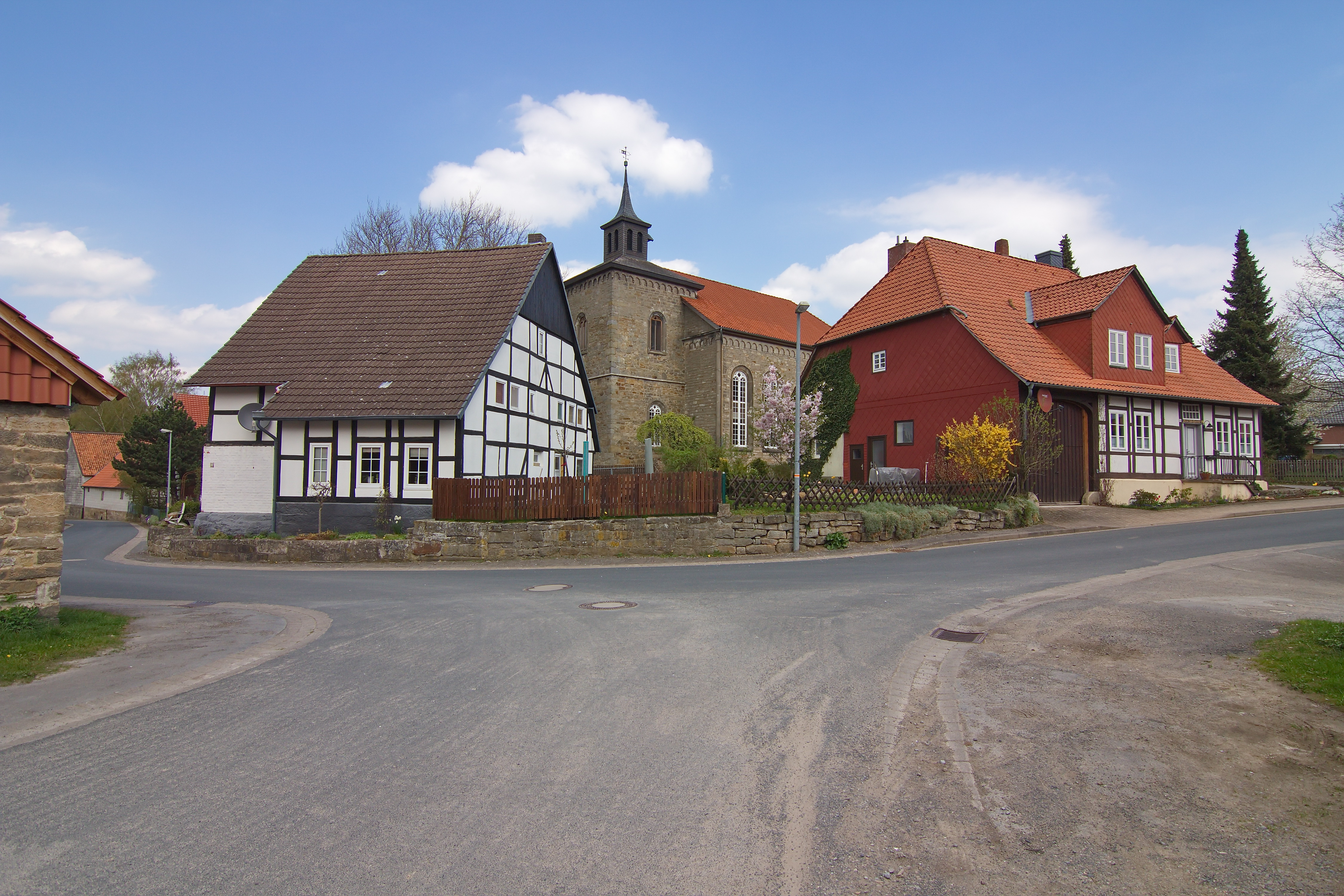
Altenhagen I
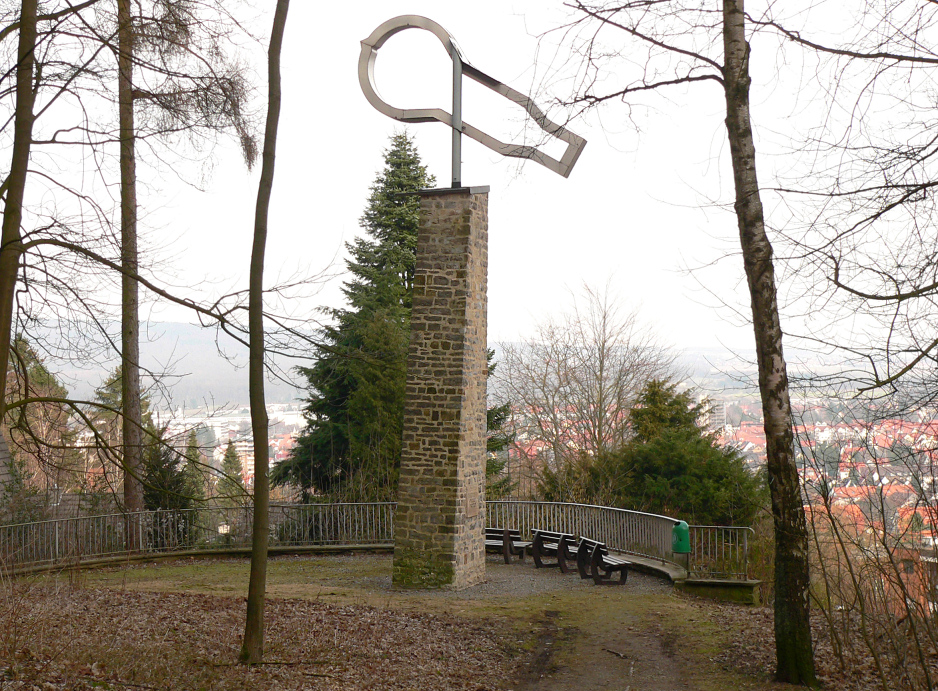
Monument in de Deister voor Heinrich Göbel met gloeilamp
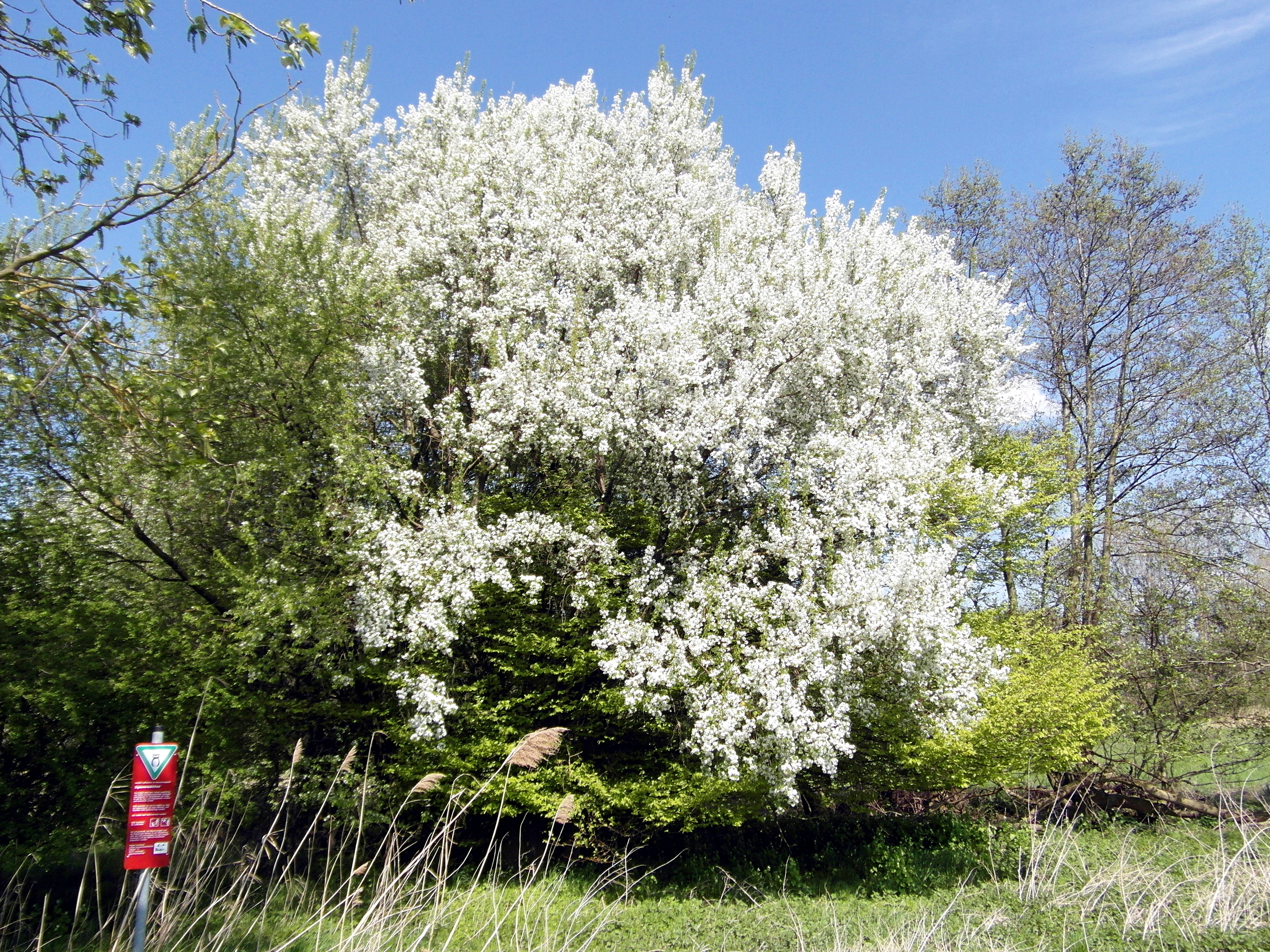
In natuurreservaat Zigeunerwäldchen

## Partnersteden
- Waren, in de Duitse deelstaat Mecklenburg-Voor-Pommeren, gelegen in de Landkreis Mecklenburgische Seenplatte.
- Niort, in het Franse departement Deux-Sèvres (regio Nouvelle-Aquitaine).

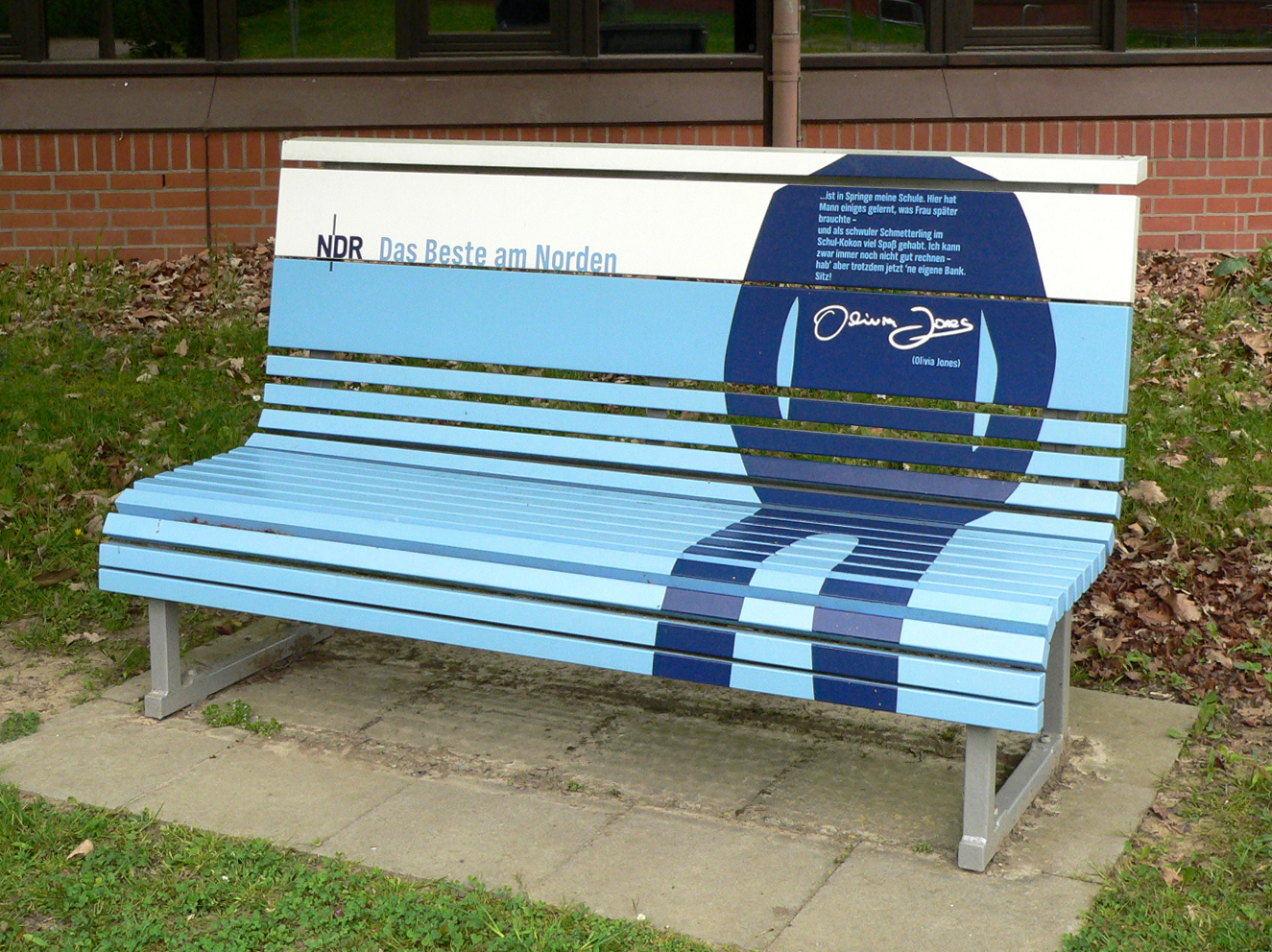
Door de NDR te Springe geplaatste Olivia-Jones-zitbank

## Geboren
- Heinrich Göbel (1818-1893), uitvinder en de eigenlijke ontwerper van de gloeilamp.
- Hermann Gunkel (1862–1932), Duits evangelisch-luthers theoloog, schreef als professor in deze discipline enige voor het eind van de 19e eeuw toonaangevende boeken over het Oude Testament
- Oliver/Olivia Knöbel (* 21 november 1969) Duits travestie-artiest, sedert ca. 2005 onder de artiestennaam Olivia Jones één der bekendste dragqueens van Duitsland; activist voor o.a. dierenrechten (PETA) en rechten voor LHBTI-mensen, en tegen extreemrechtse politieke uitingen
- Jamie-Lee Kriewitz (*1998 te Bennigsen), zangeres[5]

- Gemeinsame Normdatei: 4056551-8
- Library of Congress Control Number: n88141762
- MusicBrainz: c1afdb34-4ddc-4bc1-969f-7b90c478e64d
- Nationale Bibliotheek van Tsjechië: ge1203720
- Nationale Bibliotheek van Israël: 987007567336105171
- Virtual International Authority File: 245643109
- WorldCat: E39PBJwXbdvwvQm3g7mtKGfg8C

Barsinghausen ·
Burgdorf ·
Burgwedel ·
Garbsen ·
Gehrden ·
Hannover ·
Hemmingen ·
Isernhagen ·
Laatzen ·
Langenhagen ·
Lehrte ·
Neustadt am Rübenberge ·
Pattensen ·
Ronnenberg ·
Seelze ·
Sehnde ·
Springe ·
Uetze ·
Wedemark ·
Wennigsen (Deister) ·
Wunstorf